# 范高爾
范高爾（Robert Julian Frankel、1941年7月9日—2009年11月16日），是美國練馬師，1995年進入美國賽馬殿堂，2003年旗下賽駒取得25場一級賽勝利，打破了岳伯仁在2001年所保持的21勝紀錄。范高爾在練馬師生涯勝出多項重要一級賽，但直到2003年才憑Empire Maker攻下美國三冠大賽貝蒙錦標。2009年11月16日在加利福尼亞州因白血病逝世。
在練馬師死後一匹名為范高爾的馬匹，由2010年起橫掃英國多場重要賽事，至今保持不敗，馬主鴨都拿王子曾經以朱德望牧場名義在范高爾下訓練。